# Matö
Matö, också känt som Madoi, är ett härad i den autonoma prefekturen Golog i Qinghai-provinsen i västra Kina.